# Вибори до Чернігівської обласної ради (2006)
Вибори до Чернігівської обласної ради 2006 — вибори до Чернігівської обласної ради, що відбулися 26 березня 2006 року. Це були перші вибори до Чернігівської обласної ради, що проводилися за пропорційною виборчою системою. Для того, щоб провести своїх представників до  Чернігівської обласної ради, партія чи блок мусила набрати не менше 3% голосів виборців.

## Результати виборів
| Розподіл голосів     | Розподіл голосів     | Розподіл голосів | Розподіл голосів | Розподіл голосів |
| -------------------- | -------------------- | ---------------- | ---------------- | ---------------- |
|                      |                      |                  |                  |                  |
| БЮТ (35)             | БЮТ (35)             |                  | 25.71%           | 25.71%           |
| СПУ (17)             | СПУ (17)             |                  | 12.51%           | 12.51%           |
| Партія регіонів (16) | Партія регіонів (16) |                  | 11.34%           | 11.34%           |
| «Наша Україна» (12)  | «Наша Україна» (12)  |                  | 8.71%            | 8.71%            |
| КПУ (7)              | КПУ (7)              |                  | 4.95%            | 4.95%            |
| Блок Литвина (4)     | Блок Литвина (4)     |                  | 3.47%            | 3.47%            |

Примітка: На діаграмі зазначені лише ті політичні сили,  які подолали  3 % бар'єр
 і провели своїх представників до Чернігівської обласної ради.
 В дужках — кількість отриманих партією чи бльоком мандатів 